# Activités illicites de la Corée du Nord

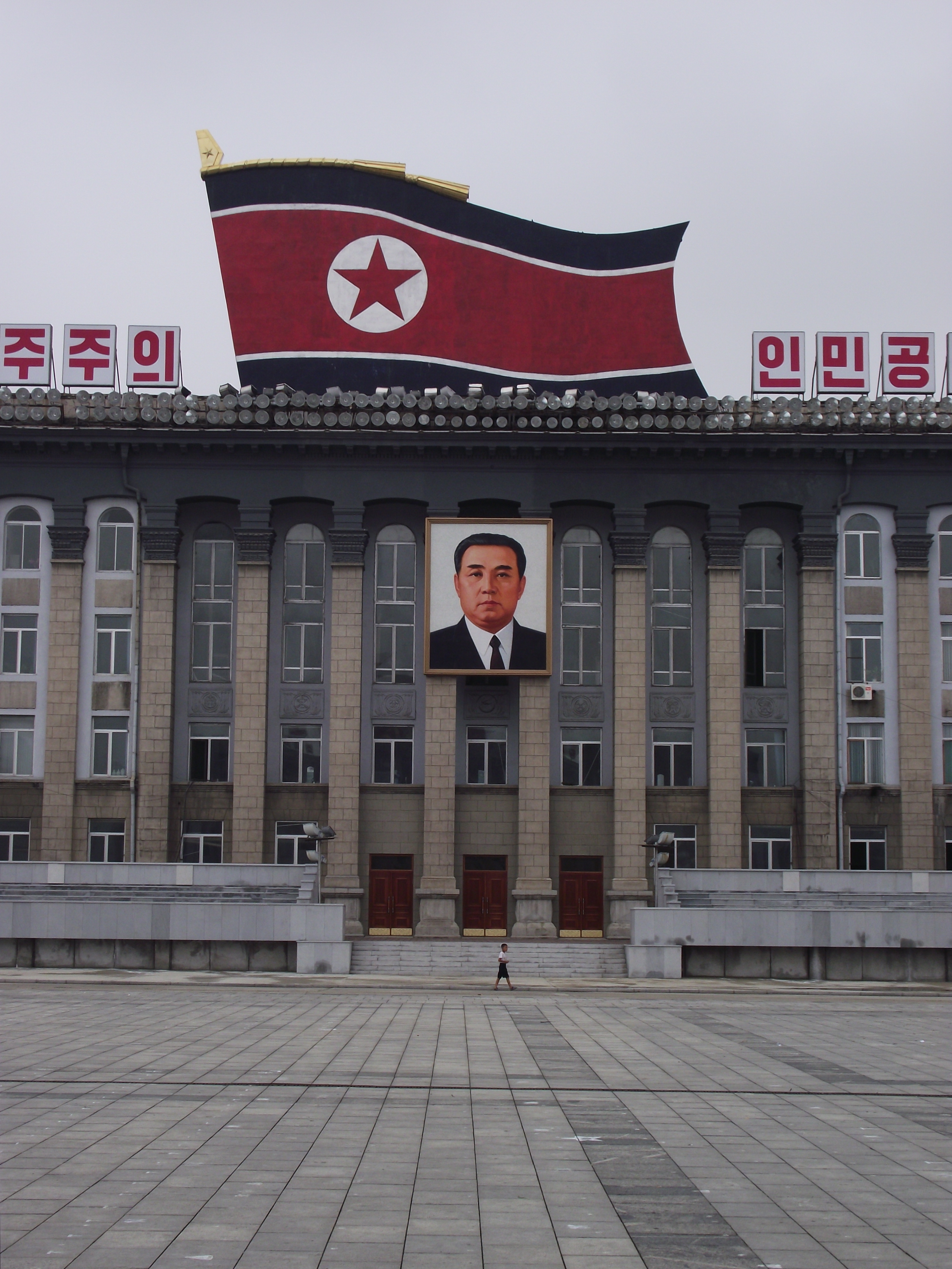
Siège du Parti du travail de Corée qui dirige la Corée du Nord, contrôle l'ensemble des activités du pays et dicte la vie quotidienne de ses habitants.

Les activités illicites de la Corée du Nord vont de la fabrication et vente de drogue et de biens contrefaits, du trafic d'êtres humains, du trafic d'armes, du faux-monnayage (en particulier du dollar américain et du yuan chinois), et d'autres secteurs,. Beaucoup de ces activités sont entreprises sous la direction et le contrôle du gouvernement de la Corée du Nord et du Parti du travail de Corée au pouvoir et les profits tirés sont le plus souvent dirigés vers la production d'armes nucléaires et conventionnelles, le financement du train de vie de l'élite du pays, et le soutien à l'économie nationale.
Contrairement aux organisations du crime organisé, l'échelle de ces activités illégales et le fait qu'elles soient dirigées et contrôlées aux plus hauts niveaux du gouvernement:p1, a conduit à définir la nature de l'État nord-coréen comme une forme de « souveraineté criminelle » par des experts en politique étrangère:p3.
Il demeure cependant des incertitudes quant au niveau de participation du gouvernement dans chacune de ces entreprises criminelles. Il ne fait aucun doute que l'État nord-coréen est derrière la contrefaçon de monnaie, la traite d'êtres humains, le trafic d'armes, etc., mais le niveau de son implication dans le trafic de drogue après l'effondrement du système de distribution publique dans les années 1990 est toujours incertain puisque des marchés noirs semi-privés et privés sont depuis apparus et certains hauts fonctionnaires peuvent n'être engagés dans le trafic illicite qu'à des fins personnelles:p6.

## Trafic de drogue
Le trafic de drogue de la Corée du Nord remonte aux années 1970 et comprend la fabrication, l'acheminement et la vente de stupéfiants illicites, ainsi que la contrefaçon de produits pharmaceutiques légaux. La production commence dans les provinces montagneuses du Hamgyong et du Jagang, en particulier dans le village de Yonsah, où Kim Il-sung a sanctionné la création d'une ferme d'opium:p20.
Afin de se couvrir d'un semblant de légitimité, le gouvernement nord-coréen utilise des organisations de façade, comme la société Ryugyong placée sous le contrôle du département des relations étrangères du Parti du travail de Corée, pour mener ses activités clandestines. La société détient également de vastes étendues de terres destinées uniquement à la culture de l'opium et elle envoyait chaque année des dizaines de milliers de dollars en grosses coupures à Kim Jong-il pour son usage personnel. Contrairement à la plupart des entreprises, la société Ryugyong n'a aucune restriction d'importation ou de quota d'exportation.
Selon le transfuge Sol Yoon-yong, durant la famine, « il y eut quelques plaintes selon lesquelles, pendant la disette, nous devrions cultiver du grain, et non du pavot, mais les instructions du gouvernement central étaient que si nous cultivons du pavot, nous pourrions vendre le produit dix fois plus pour acheter du grain. [...] Le seul moyen de gagner beaucoup d'argent est avec la drogue:p22 ».
Des rapports sur l'usage de méthamphétamine (appelée « drogue de glace » en Corée du Nord) dans le pays font surface à la fin des années 1990. Selon Isaac Stone Fish dans Foreign Policy, la production de méthamphétamine en Corée du Nord est faite par des chimistes et autres scientifiques sous-employés. La méthamphétamine est administrée comme médicament en Corée du Nord, ce qui a contribué à alimenter sa propagation. Au fur et à mesure de la diminution de la production et de la vente d'opium au milieu des années 2000, la méthamphétamine est devenue de plus en plus omniprésente. Pour apporter l'argent nécessaire, un trafic international de méthamphétamine a commencé, se répandant d'abord en Chine avec des produits fabriqués dans des laboratoires d'État. Isaac Stone Fish admet cependant n'avoir « aucune idée de ce qui se passe vraiment à l'intérieur de la Corée du Nord ».
La Chine reconnait officiellement le problème de la drogue en Corée du Nord en 2004, le Jilin, province frontalière, étant la principalement zone de transit. La production, le stockage, le financement et la vente de la méthamphétamine de Corée du Nord touchent plusieurs pays allant des Philippines, aux États-Unis, à Hong Kong, la Thaïlande, l'Afrique de l'Ouest et d'autres pays. En 2010, cinq ressortissants étrangers sont poursuivis dans le cadre d'une conspiration impliquant la Corée du Nord et visant à faire entrer en contrebande 20 kg de méthamphétamine aux États-Unis qui devaient être vendu au prix de 30 000 $ le kilo.
En 2001, les revenus provenant de la drogue s'élèvent entre 500 millions et 1 milliard $. Dans un article de 2013 du Washington Post, les revenus annuels provenant de la vente de méthamphétamine sont estimés entre 100 et 200 millions $.
De 1977 à 2003, plus d'une vingtaine de diplomates, agents et fonctionnaires commerciaux nord-coréens sont impliqués, détenus ou arrêtés lors d'opérations de lutte contre le trafic de drogue dans plus d'une douzaine de pays. En 2004, deux employés de l'ambassade de Corée du Nord sont arrêtés pour contrebande de 150 000 comprimés de clonazépam en Égypte, et la même année, des employés de l'ambassade de Bulgarie sont arrêtés en Turquie en possession de plus de 500 000 comprimés de Captagon d'une valeur estimée à 7 millions $:p37. Le gouvernement de la Corée du Nord admet seulement que de tels actes sont entrepris par des individus particuliers et non par la direction de l'État:p17.
Selon le Comité américain pour les droits de l'homme en Corée du Nord, depuis 2001, les opérations de trafic de drogue par les diplomates ont cessé, et la production de drogues serait maintenant le fruit d'autres organisations criminelles:p18.

## Contrefaçon

### Monnaie
La contrefaçon de monnaie aurait débuté dans les années 1970 sous la direction de Kim Jong-il. Les billets produits à l'époque ne sont cependant pas de grande qualité. Depuis lors, et sous la juridiction de la division 39, le gouvernement nord-coréen aurait contrefait des billets de 50 et 100 dollars américains en utilisant des techniques de plus en plus sophistiquées. En 1994, les autorités de Hong Kong et de Macao appréhendent cinq diplomates nord-coréens et des membres d'une mission commerciale transportant environ 430 000 $ en billets qui se révèlent être des « superbillets » contrefaits.
Il y a eu deux raisons principales à la fabrication de fausse monnaie : la première est de faire une guerre économique aux États-Unis, et la seconde est de soulager les problèmes économiques intérieurs de la Corée du Nord.
Selon un rapport du Dr. Balbina Hwang de l'université américaine, la Corée du Nord aurait mis en circulation 100 millions $ contrefaits en 2001. Les revenus sont estimés entre 15 millions et 25 millions $ par an. En 2013, les États-Unis sortent un nouveau billet de 100 dollars. Le but principal de ce changement est de lutter contre la contrefaçon et d'empêcher la récurrence des « superbillets », qui auraient été produits par la Corée du Nord selon les États-Unis même si aucune preuve n'est finalement venu étayer cette accusation.
La convention internationale pour la répression de la contrefaçon de monnaie (en) est le principal traité par lequel les États acceptent de criminaliser les actes de contrefaçon de devises. La république populaire démocratique de Corée n'a jamais adhéré à ce traité.

### Produits pharmaceutiques légaux
Il existe des cas où la Corée du Nord est impliquée dans la production de viagra contrefait. Par exemple, l'arrestation en 2004 à Séoul d'un homme en possession de 4 000 pilules de faux viagra et un rapport japonais de 2005 signalant que la Corée du Nord produirait de fausses pilules de viagra dans des usines de Chongjin, qui seraient ensuite vendues à Hong Kong à des clients d'autres pays du Sud-Est asiatique (dont la Chine) ainsi qu'au Moyen-Orient:p38.

### Cigarettes
Les cigarettes contrefaites sont un produit lucratif pour le pays. Ce trafic aurait commencé dans les années 1990 et apparaît avoir considérablement augmenté en 2002, après que les autorités chinoises aient fermé de nombreux locaux de contrefaçon en Chine, et que les connaissances et moyens utilisés aient pu être transférés en Corée du Nord:p32. Les principales usines de production de cigarettes seraient basées à Rasŏn près de la frontière russe, bien que des transfuges mentionnent également une usine à Pyongyang:p33.
En 1995, Taïwan arrête un navire et saisit sa cargaison de 20 conteneurs d'emballages de cigarettes contrefaits, ce qui est suffisant pour créer 2 millions de paquets de marques populaires japonaises et britanniques:p32. En 2004, les autorités du Vietnam, de Taïwan, des Philippines, et de Singapour saisissent également des contenants remplis de cigarettes contrefaites:p33. Des témoignages officiels du Congrès des États-Unis en 2006 révèlent que des cigarettes de marque Marlboro provenant de Corée du Nord ont été identifiées dans 1 300 incidents aux États-Unis:p35. Les revenus provenant de ces cigarettes contrefaites sont estimés entre 80 et 160 millions $ par an:p36.

## Trafic d'êtres humains
La Corée du Nord est un pays de « niveau 3 » (ceux qui ne respectent pas les lois sur la traite des êtres humains) tel qu'indiqué par le département d'État des États-Unis et conserve ce classement depuis 2007. Le pays serait une source d'hommes, femmes et enfants, pour le trafic sexuel et le travail forcé. Ce-dernier est à la fois usité à l'intérieur des frontières tout comme à l'extérieur. Selon le département d'état américain, les pays ayant des travailleurs forcés nord-coréens sur leurs territoires comprennent la Russie, la Chine, la Mongolie et d'autres endroits en Asie centrale, en Europe, en Afrique et au Moyen-Orient.
Tandis que le gouvernement nord-coréen affirme que ce sont des « travailleurs sous contrat », des rapports affirment qu'ils sont effectivement soumis au travail forcé, que leurs mouvements et leurs communications sont soumis à une surveillance stricte et que les travailleurs envoyés à l'étranger n'ont pas le choix du type de travail qu'ils effectueront et ne reçoivent pas de salaire pour leur travail.
On estime qu'il y a des milliers de Nord-Coréens qui travaillent dans les industries de l'exploitation forestière, de la construction et de l'agriculture en Russie. Ces travailleurs ne bénéficient que de deux jours de repos dans l'année et sont punis s'ils ne respectent pas les quotas.
La Corée du Nord n'a pas adhéré au protocole visant à prévenir, réprimer et punir la traite des personnes, en particulier des femmes et des enfants de 2000.

### Enlèvements à l'étranger
De 1977 à 1983, la Corée du Nord a enlevé plusieurs citoyens japonais. Le pays admet en avoir enlevé 13 mais le Japon en liste de son côté 17. Il existe des témoignages qui répertorient neuf Européens enlevés par la Corée du Nord, dont 3 Françaises, 3 Italiennes, une Roumaine (en) et 2 Néerlandaises, ainsi que des femmes du Moyen-Orient.
Le but de ces enlèvements est d'utiliser les prisonniers comme traducteurs/enseignants, ou comme épouses, et d'obtenir des identités pour d'autres opérations clandestines. Durant la guerre de Corée, la Corée du Nord a enlevé un nombre estimé à 82 959 Sud-Coréens, et dans la période d'après-guerre, la Corée du Sud affirme que 489 de ses citoyens auraient été enlevés par la Corée du Nord.

## Trafic d'armes
Dans les années 1980, la Corée du Nord apparaît comme un vendeur d'armes « légales » principalement pour les pays du tiers monde, en exportant des armes relativement peu coûteuses, techniquement peu sophistiquées mais fiables. Pendant la guerre Iran-Irak, environ 90 % des exportations d'armes en provenance de Corée du Nord sont allées à l'Iran et, entre 1981 et 1989, la Corée du Nord a gagné environ 4 milliards $ de ventes d'armes.
La Corée du Nord a connu une expérience dans la prolifération de technologies nucléaires et antimissiles et, en 2001, les ventes de missiles s'élèvent à 560 millions $. Après son essai nucléaire de 2006, les sanctions internationales ont visé à limiter ou à empêcher la Corée du Nord d'exporter divers types d'arme, de matériel ou de technologie. Toutefois, avant les sanctions de l'ONU, des pays comme le Japon et les États-Unis avaient déjà pris des mesures unilatérales pour freiner de telles activités.
Les sanctions de l'ONU interdisent maintenant l'exportation de toutes les armes, y compris les armes légères et de petit calibre:14. La Corée du Nord s'est construit un réseau de vente d'armes étendu et complexe dans le but de contourner les sanctions et utilise des entreprises de façade et ses ambassades pour le trafic d'armes. Dans un rapport de l'ONU de 2014, la Syrie, la Birmanie, l'Érythrée, la Tanzanie, l'Éthiopie, la Somalie et l'Iran sont tous soupçonnés d'avoir acheté des armes à la Corée du Nord.

### Incidents
Bien que la vente interdite d'armes légères et de munitions soit relativement insignifiante, des rapports récents signalent des importations pour 45 500 $ au Brésil en 2007, 3,1 millions $ aux Émirats arabes unis en 2006, et 364 400 $ à l'Éthiopie et 121 400 $ au Mexique en 2005:14.
En 2009, trois navires transportant des armes nord-coréennes sont interceptés. Les responsables des renseignements occidentaux et israéliens pensent que les armes étaient destinées au Hezbollah et au Hamas:7.
En décembre 2009, la Thaïlande intercepte un vol charter en provenance de Pyongyang transportant 35 tonnes d'armes conventionnelles, dont des missiles anti-aérien.
En 2012, l'ONU rapporte que 445 cylindres en graphite fabriqués en Corée du Nord (pouvant être utilisés pour produire des missiles balistiques) ont été saisis sur un cargo chinois dans le port sud-coréen de Busan alors qu'il était en route vers la Syrie.
En 2013, le cargo nord-coréen Chong Chon Gang (en) est saisi à Panama avec des armes à destination de Cuba à son bord.

## Trafic d'ivoire et braconnage
Des diplomates nord-coréens en Afrique ont été surpris à plusieurs reprises en possession d'ivoire ou de corne de rhinocéros qu'ils cherchaient à exporter.

## Cybercriminalité
La Corée du Nord disposerait de 1 600 à 6 000 hackers, recrutés parmi les meilleurs élèves des universités du pays, et considérés comme l'élite de l'armée.
Parmi les attaques les plus connues imputées aux Nord-Coréens, on note le piratage de Sony Pictures Entertainment, le cyber-braquage de la banque centrale du Bangladesh, et la diffusion du logiciel malveillant WannaCry.
Entre 2016 et août 2019, la Corée du Nord aurait gagné deux milliards de dollars avec ses attaques sur les banques et les cryptomonnaies.

## Division 39
La division 39 (ou bureau 39) est l'organisation gouvernementale principale de recherche de moyens destinés à alimenter en monnaie étrangère les fonds du dirigeant de la Corée du Nord. Elle supervise bon nombre des activités illégales du gouvernement (bien que l'armée ait également sa propre division d'activités illégales) comme la contrefaçon et la production de drogue. En 2010, le département aurait 17 succursales à l'étranger et 100 sociétés commerciales et banques sous son contrôle. En 2009, elle disposerait de plus de 5 milliards $ d'actifs, dont une grande partie est répartie dans des banques à Macao, Hong Kong, et en Europe.
En août 2014, Yun Tae-hyong, un haut représentant de la « banque Daesong de Corée » nord-coréenne, soupçonnée d'être sous le contrôle de la division 39, aurait fait défection en Russie en emportant 5 millions $ avec lui.
En 2015, l'Union européenne émet des sanctions vis-à-vis de la Société nationale d'assurance de Corée en affirmant qu'elle est liée à la division 39. La compagnie (qui a des bureaux à Hambourg et à Londres) disposerait de 787 millions de livres sterling d'actifs en 2014 et aurait participé à une arnaque sur le marché des assurances et à la réalisation de placements dans des biens et des devises,.

## Réponses internationales
Le Conseil de sécurité des Nations unies a adopté de multiples résolutions contre la Corée du Nord et ses programmes d'armement comme la résolution 825 (mai 1993), la résolution 1695 (juillet 2006), la résolution 1874 (juin 2009) et la plus récente résolution 2270 (en) (mars 2016). Si la communauté internationale devait appliquer pleinement la résolution 1874, on estime que la Corée du Nord perdrait entre 1,5 et 3,7 milliards de dollars:4.
Depuis 1950, les États-Unis maintiennent un embargo contre la Corée du Nord pour son rôle dans le déclenchement de la guerre de Corée. L'embargo et les sanctions annexes sont étendus pour lutter contre les diverses activités illicites de la Corée du Nord et son attitude agressive continue.
La Corée du Nord est également ajoutée sur la liste des États soutenant le terrorisme en 1988 pour avoir fourni des armes à des groupes terroristes et pour son rôle dans l'attentat de Rangoun et dans l'explosion en plein vol du vol 858 Korean Air. En 2008, le président américain George W. Bush accepte cependant de retirer la Corée du Nord de la liste après qu'elle a respecté ses obligations en matière d'accès à son programme nucléaire et de reprise de démantèlement de ses installations nucléaires.
En 2005, en vertu de l'USA PATRIOT Act, 25 millions $ de la Corée du Nord sont gelés sur des comptes de Banco Delta Asia de Macao, que le Trésor américain déclare être utilisés pour des activités illicites:13.
En 2010, le président américain Barack Obama signe le décret présidentiel 13551 qui « cible les importations et exportations d'armes, les importations de produits de luxe et d'autres activités illicites de Corée du Nord, y compris le blanchiment d'argent, la contrefaçon de marchandises et de monnaie, la contrebande d'argent liquide et le trafic de stupéfiants ».

## Évaluation critique des accusations
L'universitaire britannique Hazel Smith soutient que les accusations contre la Corée du Nord n'ont pas de bases solides, étant dans une large mesure fondées sur les affirmations de quelques fonctionnaires américains et transfuges nord-coréens. Elle souligne qu'il y a eu très peu de condamnations pénales et demande de prouver que toutes les activités soient directement reliées au gouvernement de la Corée du Nord.
C'est aussi la position du journaliste Philippe Pons, qui rappelle que de nombreuses accusations relayées à grand bruit par les médias sont finalement retombées faute de preuve tangible (ainsi de l'histoire des superdollars qui auraient été produits par la Corée du Nord).